# افسانه ایلیا
علی بن عبدالله بن سلیمان اسدی یا ایلیا یکی از شخصیت‌های مرموز و تاریک تاریخ است. عده ای سرگذشت او را افسانه و غیر واقعی میدانند و عده ای خلاف این نظریه را دارند. اما شواهد تاریخی نشان از این دارد که علی بن عبدالله اسدی زاده کوفه و از شیعیان علی بن ابی طالب بوده‌است. او در سال ۷۵ قمری (۶۹۴ (میلادی))در کوفه به دنیا آمد. وی با کشته شدن پدرش به دست حجاج بن یوسف ثقفی به امپراتوری روم شرقی فرار کرد. به گواهی تاریخ وی در آنجا رشد و نمو نمود و به یکی از سرداران ارتش روم شرقی مبدل گشت.
وی پس از ۸۰ و به روایت دیگر ۸۳ سال زندگی در سال ۱۵۸ قمری (۷۷۵ (میلادی)) به دست سپاهیان منصور دوانیقی کشته شد. مدفن وی گوشه شرقی معید پارتنون در آتن پایتخت یونان است. 

## از تولد تا هجرت
علی بن عبدالله متولد کوفه و از قوم اسدی بود. پدر وی عبدالله بن سلیمان و مادرش راحله بنت شاهد  نام داشتند. طبق افسانه‌ها علی بسیار زیبا بود و از لحاظ چهره شباهتی به اعراب نداشت. علی ۱۰سال در کوفه زندگی کرد. در سال دهم پدرش قیام نمود اما به دست حجاج بن یوسف ثقفی سرکوب گشت و کشته شد. با کشته شدن عبدالله راحله و علی به همراه عبید برادر عبدالله قصد فرار به مصر را کردند. در راه راحله به سبب نیش عقرب کشته شد و پس از آن عبید و علی به سبب طوفان یکدیگر را گم کردند.
بالاخره علی پس از چند ماه سرگردانی راه گم کرد و به قسطنطنیه رسید.

## دوران جنگ
علی بعد از رسیدن به قسطنطنیه زیر کفالت ماگارتاسوروس، فرمانده کل ارتش روم، در آمد. ماگارتاسوروس نام علی را به ایلیا تغییر داد و او را به اردوگاه ارتش فرستاد تا آموزش ببیند. ایلیا ۵سال به شدت مورد آموزش قرار گرفت و به سربازی شکست ناپذیر تبدیل گشت. در سال۹۰ قمری ولید بن عبدالملک سپاهی به فرماندهی حجاج بن یوسف ثقفی به مرزهای قسطنطنیه فرستاد. ماگارتاسوروس به دستور قیصر روم برای مقابله با حجاج عازم قسطنطنیه شد.او ایلیا را که جوانی برومند شده بود را به جنگ برد.طی درگیری دو سپاه با یکدیگر ماگارتاسوروس کشته شد و سپاهیان روم به آتن عقب نشینی کردند. ایلیا که طی جنگ رشادت‌های فراوان از خود نشان داده بود و توانسته بود بدن ماگارتاسوروس را از میان محاصره اعراب دربیاورد، خودش سخت مجروح شده بود و تا آتن بی هوش بود.
وی پس از هوشیاری برای پدرخوانده اش عزاداری کرد و با ۱۲نفر از دوستانش به قسطنطنیه بازگشت! عده زیادی از مردم او را دیوانه خواندند و عده ای او را شیردل می پنداشتند. ایلیا پس از رسیدن به قسطنطنیه با جنگ‌های پارتیزانی سپاه حجاج را متوقف و فلج نمود! وی ۵سال در قسطنطنیه جنگید و توانست سپاه حجاج و خود او را به قتل برساند. بعد از آن شهرت ایلیا در همه جا پیچید. او ۲۹سال مداوم در منصب فرمانده کل برای ارتش روم با بربرها و اعراب جنگید. وقتی او توانست در جنگ آخرش با اعراب پسر هشام بن عبدالملک را بکشد و لشکر۱۵۰هزار نفری اعراب را تنها با ۱۵هزار نفر شکست بدهد، حسادت بسیاری را بر انگیخت و با دسیسه آنتونیوس(وزیر اعظم) و قیصر روم به مراوده با ملکه باسیلسا(آکلیسان) متهم شد و به زندان افتاد اما با اعتراض وسیع مردم قیصر مجبور شد ایلیا را آزاد کند!
قیصر روم که از کرده خود بسیار پشیمان بود تصمیم گرفت منصب ایلیا را به او بازگرداند اما ایلیا استعفا نمود و خانه‌نشین شد و به باغداری و تجارت مشغول گشت. این خانه نشینی ۱۳سال به طول انجامید.

## دوران زمامداری
سال ۱۳۲ه-ق مصادف با ۷۴۲م ابومسلم خراسانی رئیس جنبش سیاه جامگان، دمشق را تصرف کرد و مروان بن محمد معروف به (مروان حمار) را کشت و ابوالعباس سفاح به حکومت رسید.
سفاح خلافت اموی را از میان برداشت و بزرگان خاندان اموی را کُشت و در ۱۲ ربیع‌الاول ۱۳۲ قمری به تخت خلافت نشست قبر تمام امویان در شام، به فرمان او کنده شد و تنها قبر عمر بن عبدالعزیز شکافته نشد. در برخی از مناطق شامات، باقی مانده‌های خاندان اموی یا فرماندهان قدیمی این خاندان سر به شورش برداشتند، اما سفاح کسانی را برای سرکوب آن‌ها فرستاد. خلافت سفاح، ۴ سال به طول انجامید.
سفاح عباسی در سال دوم حکومتش برادر خود منصور دوانیقی را با سپاهی انبوه برای فتح روم شرقی فرستاد. قیصر روم این بار شخصاً به نبرد با عباسیان شتافت. به گواهی تاریخ برادر قیصر روم در آن زمان مشغول مبارزه با حاکمان محلی بود و نتوانست به کمک قیصر برود. ایلیا نیز به سبب ناراحتی و کینه از همراهی با قیصر سر باز زد. به همین سبب ارتش روم شکست خورد و قیصر روم کشته شد. ملکه باسیلسا شخصاً از ایلیا کمک خواست و ایلیا به سبب علاقه اش به باسیلسا به کمک او شتافت. وی پنهانی خاندان سلطنتی و تعداد کمی از نگهبانان را از آتن فراری داد و با آن‌ها به صورت ناشناس به عراق سفر کرد. وی پس از بازگشت به عراق در مزار مادرش بسیار گریست و سپس به کربلا رفت و قبر حسین بن علی را زیارت کرد. او عمویش عبید را یافت و به کمک او توانست مخفیانه ارتشی کوچک از مخالفان بنی عباس جمع‌آوری کند.
او همچنین نامه‌ای را به همراه عمویش به ایران فرستاد و از ایرانیان طلب کمک کرد. ایلیا کوفه را که از سربازان عباسی خالی بود، تصرف کرد و منتظر کمک ایرانیان شد. به گواهی تاریخ تعداد سربازان عرب ایلیا حدود ۸هزار نفر بود. بعد از ۴ماه عبید با لشکری عظیم از ایرانیان که حدود ۲۱هزار نفر میشدند به کوفه آمد. گفته می‌شود که بیشتر این ایرانی‌ها از زردشتیان بودند و عده کمی از آن‌ها مسلمان بودند. به همین سبب بسیاری از علما اهل سنت ایلیا را بد دین می نامند. او به کمک ایرانیان به روم بازگشت و لشکر منصور دوانیقی را غافلگیر نمود. برادر قیصر روم در آن درگیری کشته شد و عده ای ایلیا را مسبب قتل او میدانند. بعد از آن ملکه باسیلسا، ایلیا را نایب الحکومه پسر کوچکش قرار داد و ایلیا ۲۱سال بر روم شرقی حکومت کرد.

## مرگ
ایلیا بعد از ۲۱سال حکومت، سلطنت را به آرشیکو سپرد و به بهانه انتقام شهادت جعفر بن محمد با ۸هزار سرباز عرب و ملکه باسیلسا به عراق رفت. مردم کوفه در ابتدا به او پیوستند اما وقتی به کثرت لشکر منصور دوانیقی پی بردند ایلیا را تنها گذاشتند.فضل بن کاهل حاکم کوفه که از شیعیان بود به ایلیا پیوست و سربازانش را که ۵هزار نفر میشدند را در اختیار او گذاشت. ایلیا به قصر کوفه رفت و برای آرشیکو نامه نوشت و طلب کمک کرد. لشکریان منصور دوانیقی کوفه و قصرش را محاصره کردند. این محاصره ۴ماه به طول انجامید! بعد از ۴ماه ایلیا با ۸هزار سرباز به لشکریان منصور حمله کرد و بسیاری را کشت و زخمی نمود. او که بیش از۸۰سال داشت در میان محاصره سربازان عباسی جنگ نمایانی کرد و لشکریان عباسی مجبور شدند به ضرب تیر و کمان او را از پای بی اندازند. آهنا ایلیا را تیرباران کردند. ایلیا خود را به زور به سمت مسجد کوفه کشاند و در محراب مسجد آرام گرفت.منصور دوانیقی که می خواست خودش سر ایلیا را جدا کند به مسجد پای نهاد و ری سینه ایلیا نشست اما تا خنجرش را بیرون کشید ایلیا یکی از تیرهای بدنش را شکاند و در خرخره منصور نشاند و او را کشت. بعد از این ارتش آرشیکو به کوفه رسید و همه را تار و مار ساخت. ملکه باسیلسا جسد ایلیا را با خود به آتن برد و در معبد پارتنون به خاک سپرد. ملکه بعد از آن مسلمان شد. درباریان منصور برای آنکه اوضاع بلاد اسلامی برهم نریزد وانمود کردند که منصور ایلیا را کشته و پس از آن به حج رفته‌است و در راه بازگشت درگذشته است.         